# Slowenische Badmintonmeisterschaft 2010
Die Slowenische Badmintonmeisterschaft 2010 fand vom 6. bis zum 7. Februar 2010 in Mirna statt.

## Austragungsort
- Mirna, Športna dvorana OŠ Mirna

## Die Sieger und Platzierten
| Disziplin    | Gold                         | Silber                 | Bronze                     |
| ------------ | ---------------------------- | ---------------------- | -------------------------- |
| Herreneinzel | Luka Petrič                  | Iztok Utroša           | Alen Roj                   |
| Herreneinzel | Luka Petrič                  | Iztok Utroša           | Miha Šepec jr.             |
| Dameneinzel  | Špela Silvester              | Tina Kodrič            | Kaja Stankovič             |
| Dameneinzel  | Špela Silvester              | Tina Kodrič            | Tina Juršič                |
| Herrendoppel | Miha Horvat Iztok Utroša     | Matevž Bajuk Aleš Murn | Aleš Forjan Luka Petrič    |
| Herrendoppel | Miha Horvat Iztok Utroša     | Matevž Bajuk Aleš Murn | Aljoša Turk Urban Turk     |
| Damendoppel  | Maja Kersnik Špela Silvester | Tina Juršič Urška Polc | Taja Borštnar Nika Švaljek |
| Damendoppel  | Maja Kersnik Špela Silvester | Tina Juršič Urška Polc | Tina Kodrič Nika Končut    |
| Mixed        | Aleš Murn Špela Silvester    | Alen Roj Urška Polc    | Luka Petrič Tina Kodrič    |
| Mixed        | Aleš Murn Špela Silvester    | Alen Roj Urška Polc    | Matjaž Adler Nika Švaljek  |